# 浪漫者たち
『浪漫者たち』（ろまんしゃたち）は、2009年の日本映画。

## キャスト
- 伊勢谷能宣
- 佐野史郎
- 石川真希
- 梅若靖記
- 中村洋子
- 中村純子
- 吉田洋史
- 茗井保輝
- 島野千尋
- 金允洙
- 甲斐田達郎
- 八木朝輝
- 早崎主機
- 野口武志

## スタッフ
- 監督・製作：田中千世子
- プロデューサー：すずきじゅんいち、林海象
- 脚本：牧野圭祐、金允洙、田中千世子
- 撮影：灰原隆裕
- 音楽：吉澤幸男
- 美術：星埜恵子
- 編集：冨田伸子
- 録音：岩丸恒、今村寿志、永口靖、新開賢
- スチール：遠崎智宏
- エグゼクティブプロデューサー：鈴木隆一
- 振り付け：八木朝輝
- 助監督：福本明日香
- 照明：川井稔
- 撮影監督：川上皓市
- ピエロの絵：井上由加里